# Kantenkopf-Klapperschlange
Die Kantenkopf-Klapperschlange (Crotalus willardi), auch Willards Klapperschlange, ist eine Art der Klapperschlangen (Crotalus), deren Verbreitungsgebiet sich vom südlichen Arizona und New Mexico entlang der mexikanischen Sierra Madre Occidental bis in das südliche Zacatecas zieht.

## Merkmale
Die Kantenkopf-Klapperschlange ist eine relativ kleine Klapperschlange mit einer durchschnittlichen Körperlänge von etwa 50 Zentimetern, die in seltenen Fällen auch 60 Zentimeter lang werden kann. Charakteristisch ist die Kopfform der Schlange sowie ihre Zeichnung, die sich von der anderer Klapperschlangenarten stark unterscheidet. Namensgebend ist eine scharfe Kante entlang der Kopfseiten von den Augen zur Schnauze, die sich durch die aufgerichteten Schuppen dieser Kopfregion ergibt. An den Kopfseiten ziehen sich zwei helle Linien, meistens weiß, mit einem hellbraunen Zwischenraum parallel zur Mundspalte entlang.
Die typische Grundfärbung ist rostbraun oder grau, das Zeichnungsmuster besteht aus großen rechteckigen und dunklen Flecken, die von und hinten durch eine schwarze oder dunkelbraune Linie begrenzt sind. Die Zwischenräume zwischen den Flecken sind heller bis weiß, sodass eine Sekundärzeichnung aus hellen Querbalken entsteht.

## Verbreitung und Lebensraum

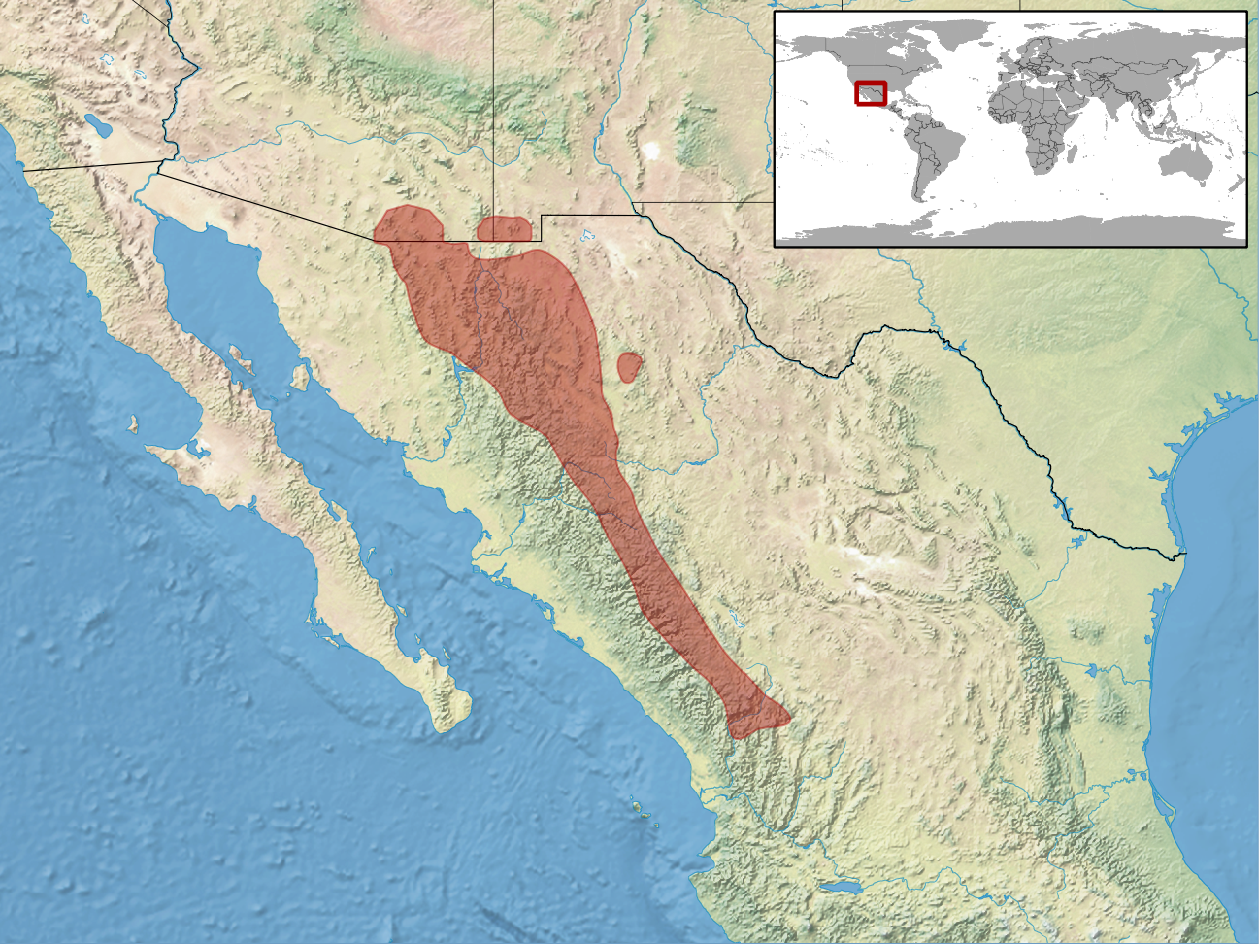
Verbreitungsgebiet

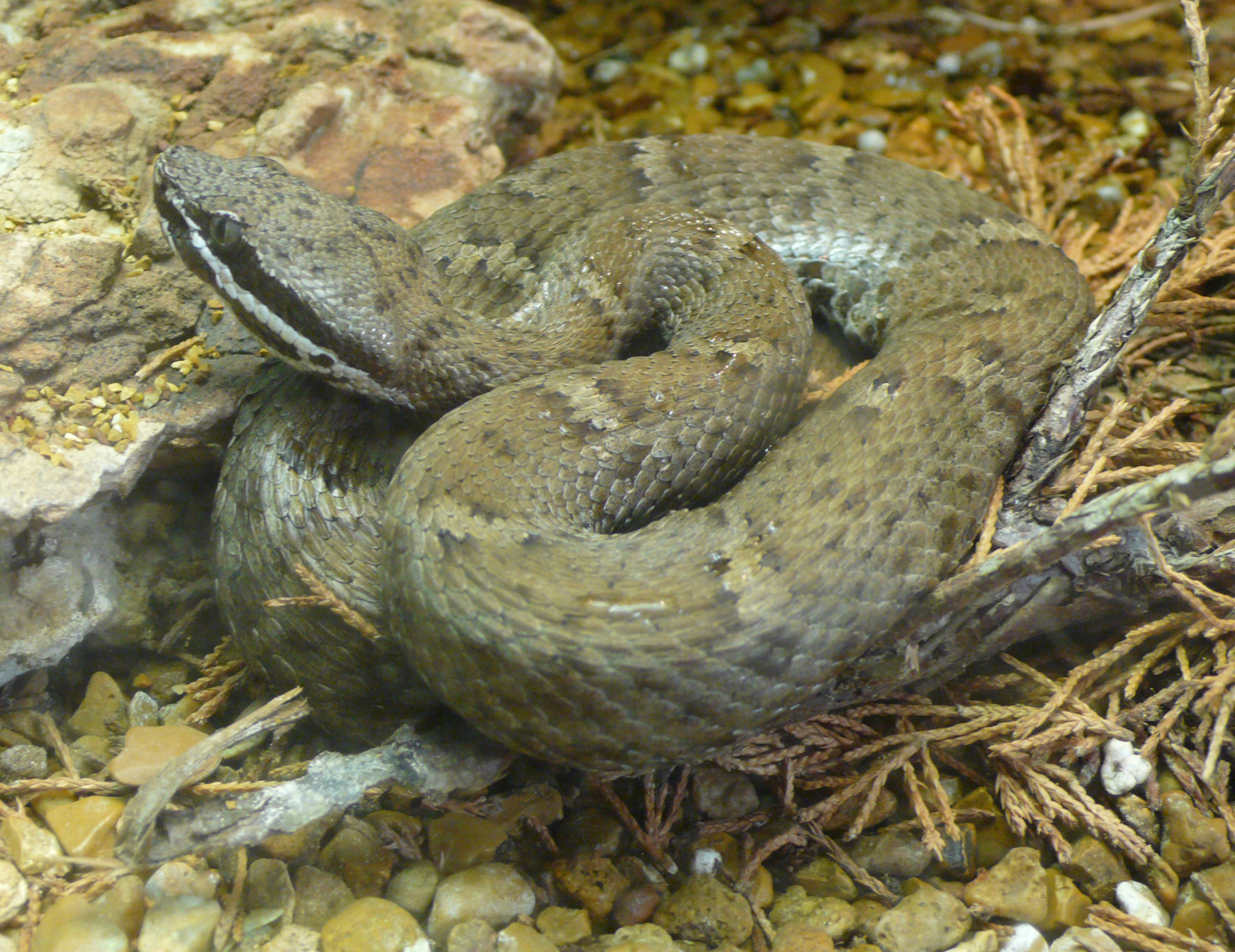
C. w. willardi

Das Verbreitungsgebiet der Schlange beginnt im Bereich der Santa Rita und Huachuca Mountains im südlichen Arizona und den Animas Mountains in New Mexico. Von hier aus zieht es nach Süden über die mexikanische Grenze und dort entlang der Sierra Madre Occidental bis in das südwestliche Zacatecas.
Der Lebensraum der Schlange ist dominiert von Kiefern-Eichen-Wäldern in einer Höhe von 1.600 bis 2.750 Metern. Sie bevorzugen grasbewachsene Lichtungen und feuchte Mikrohabitate in den Canyons.

## Schlangengift
Über die spezifische Wirkung des Giftes dieser Art liegen keine Angaben vor.

## Systematik

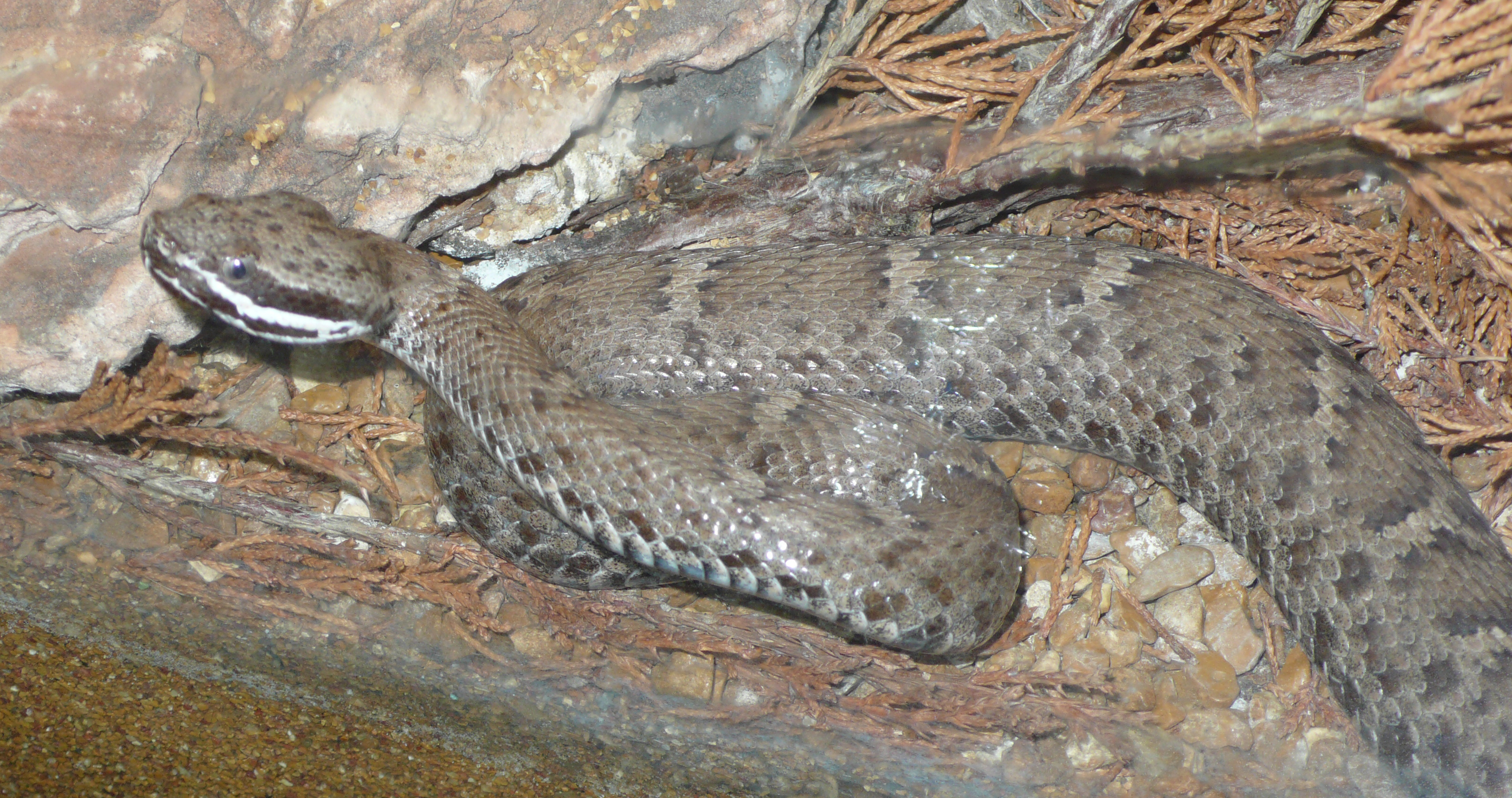
C. w. willardi

Aktuell werden 5 Unterarten der Wald-Klapperschlange unterschieden:
- C. w. amabilis in der Sierra del Nido im nördlichen Chihuahua, Mexiko
- C. w. meridionalis in den Bergketten der Bundesstaaten Durango und Zacatecas
- C. w. obscurus in den Animas und Peloncillo Mountains in New Mexico
- C. w. silus in den Bergregionen im nordöstlichen Sonora und dem westlichen Chihuahua
- C. w. willardi in den Huachuca, Patagonia und Santa Rita Mountains im Südosten Alabamas und im nördlichen Sonora, Mexiko.